# ウェスパシアヌスのフォルム
ウェスパシアヌスのフォルム（ラテン語: Forum Vespasiani，フォルム・ウェスパシアニ）は古代ローマ時代のローマに造られたフォルム（公共広場）。一般的に、平和の神殿（ラテン語: Templum Pacis，イタリア語: Tempio della Pace）と呼ばれる場合が多い。

## 概要

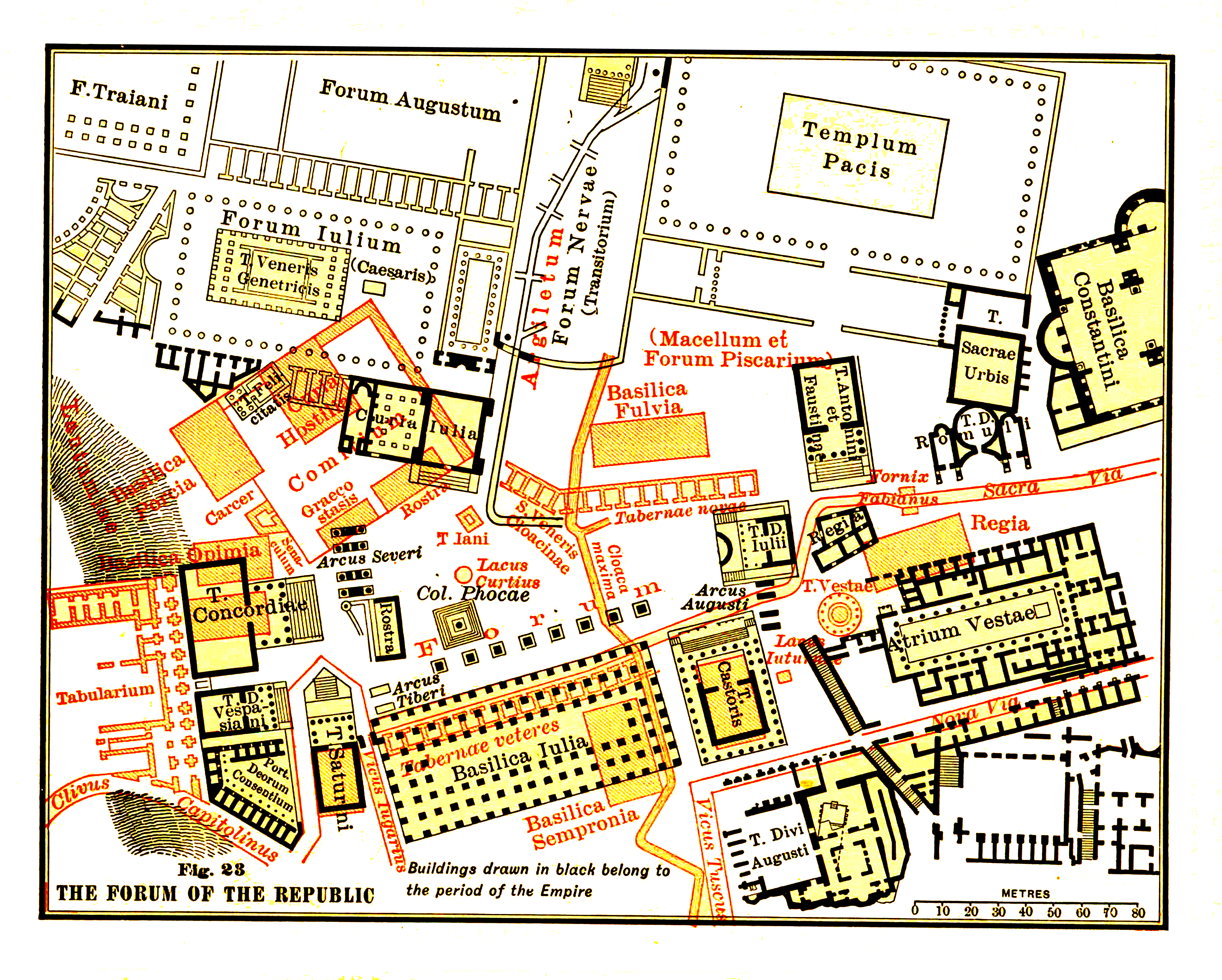
皇帝たちのフォルム,フォルム・ロマヌムとの位置関係（地図上では右上のTemplum Pacis）

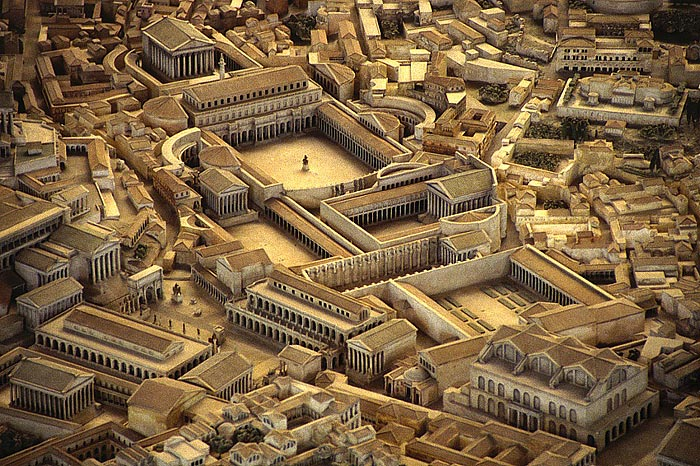
皇帝たちのフォルム（このフォルムは右中下）

74年、ローマ帝国第9代皇帝ウェスパシアヌスにより建設が始まり、ユダヤ戦争に勝利した翌年の75年に平和の神殿部分が完成した。フォルム全体の完成は、第11代皇帝ドミティアヌスの時代である。平和と秩序の女神パクス・アウグスタを祀った平和の神殿を建設することは、ネロ死後の内乱（ローマ内戦）を終結させ、ユダヤ戦争に勝利しローマ帝国に秩序を回復させたことを記念するものでもあった。
フォルムは、中央の庭園を取り囲む3面がアスワン産の赤御影石で造られた円柱を用いた列柱廊となっており、ユダヤ戦争でエルサレムから持ち帰った戦利品が飾られていた。その中にはユダヤ教の象徴的存在である7枝の燭台メノーラーも含まれていたという。
192年（文献により191年）の火災で被災したため、セプティミウス・セウェルス帝が修復を行っている。4世紀には平和の神殿としては使われなくなり、職人の工房が建ち並ぶようになる。神殿の役割は、隣接して新たに建てられたマクセンティウスのバジリカに移された。
現在、ウェスパシアヌスのフォルムがあった場所は大部分がフォーリ・インペリアーリ通りとなっており、建物の壁の一部が地表に現れているに過ぎない。また、皇帝たちのフォルム内の他のフォルムのように、建造者の銅像が建てられているわけでもない。